# Empel
Empel est un village et un quartier situés dans la commune néerlandaise de Bois-le-Duc, dans la province du Brabant-Septentrional. En 2009, le village comptait 5 160 habitants.

## Histoire
Le noyau historique d'Empel se situait là où aujourd'hui se trouve le petit village d'Oud-Empel, centre de la seigneurie d'Empel. À l'instauration des communes, Empel forme avec Meerwijk la commune d'Empel en Meerwijk. Le 1er janvier 1971, Empel en Meerwijk est rattaché à Bois-le-Duc.
Les origines d'Empel remontent dans un passé lointain. Des découvertes archéologiques d'origine celtique ont été mises au jour.
À son emplacement, s'élevait un temple romain dédié à Hercules Magusanus (nl), nom latin du dieu suprême des Bataves. Des pierres votives et des armes détruites, offertes comme offrandes, ont été retrouvées. Des ruines romaines sont présentes dans la région.
Des vestiges d'un château ont également été découverts. Dans des écrits du XIIIe siècle, ce château est mentionné comme « Kasteel Meerwijk » (ou Château de Meerwijk).
Au Moyen Âge, Empel et Meerwijk ont formé une seigneurie. Le centre du quartier était situé où se trouve maintenant Oud-Empel.
Empel appartenait au quartier de Maasland du Bailliage de Bois-le-Duc.
La bataille d'Empel aussi appelée « Miracle d'Empel » (en esp. Milagro de Empel) s'est tenue du 7 décembre au 8 décembre 1585, durant la Guerre de Quatre-Vingts Ans, lors de laquelle une armée espagnole a échappé miraculeusement à la destruction totale après la découverte d'une image hollandaise catholique de l'Immaculée Conception qui était cachée.
Cette armée espagnole se trouvait dans une situation désespérée, assiégée par la marine hollandaise protestante et encerclée par les rivières. La nuit suivant la découverte de l'image pieuse, les rivières ont gelé et les troupes espagnoles ont pu les traverser échappant ainsi au siège, détruisant ou capturant les navires de la flotte hollandaise bloqués par la glace, éliminant le camp de l'armée hollandaise. En Espagne, la bataille est toujours célébrée avec la croyance que l'armée a été sauvée grâce à l'intervention de Sainte Marie de l'Immaculée Conception. En mémoire de cet événement militaire, l'Immaculée Conception est la patronne de l'infanterie espagnole.
Pendant la Révolution française, la seigneurie a cessé d'exister et après l'ère napoléonienne, avec la division des municipalités Empel est devenue le centre administratif de la municipalité d'Empel en Meerwijk.
À la fin de la Seconde Guerre mondiale, le village, situé sur la Meuse, a été gravement endommagé. Cela a conduit à la démolition de l'église catholique. Le quartier incluant l'église et la mairie a été reconstruit en tant que brinkdorp vers 1952 dans un endroit légèrement au sud-est de l'ancien emplacement. L'ancien emplacement d'origine a été renommé Oud-Empel.
Le nouveau quartier Empel est devenu le centre de la municipalité d'Empel en Meerwijk et est resté ainsi jusqu'à ce qu'en 1971, la municipalité a été annexée par la municipalité de Bois-le-Duc.
Empel est maintenant devenu un quartier de plus de 6 505 habitants. Dans les polders à l'est d'Empel, le nouveau quartier tentaculaire De Groote Wielen, a été construit avec 8 300 logements, bien que ce quartier fasse partie du district de Rosmalen. Le projet Maaspoort a été précédemment construit à l'ouest d'Empel. À l'est du quartier se trouve le canal Máxima (nl) (ou en néerl. Máximakanaal), détournement du Zuid-Willemsvaart.